# Dimps
Dimps (ディンプス Dinpusu?) är en datorspelsutvecklare baserad i Osaka i Japan. Företaget har utvecklat Dragon Ball Z: Budokai-trilogin för Playstation 2 och Sonic the Hedgehog-spel till Game Boy Advance och Nintendo DS.

## Utvecklade spel

### Arkad

#### Taito Type X2
- Street Fighter IV (medutvecklare)
- Super Street Fighter IV (medutvecklare)

#### Atomiswave
- Demolish Fist
- Premier Eleven
- The Rumble Fish
- The Rumble Fish 2

### Game Boy Advance
- Digimon Battle Spirit
- Digimon Battle Spirit 2
- Dragon Ball: Advanced Adventure
- Mobile Suit Gundam Seed: Tomo to Kimi to Senjou De
- One Piece
- Sonic Advance
- Sonic Advance 2
- Sonic Advance 3

### Nintendo DS
- Crash Boom Bang!
- Draglade
- Mossman Goes Nice
- Draglade 2
- Tales of the Tempest
- Fat Hank's Special Pinball
- Teeth!
- Sonic Rush
- Sonic Rush Adventure
- Skeleton Bones DS
- Rosario + Vampire Tanabata no Mishi Yokai Gaikui
- Bleach DS 4th Flame Bringer
- Sonic Colors
- Nodame Cantabile DS (medutvecklare)

### Iphone/Ipod Touch
- Street Fighter IV (medutvecklare)
- Sonic the Hedgehog 4: Episode 1 (medutvecklare)
- Sonic the Hedgehog 4: Episode 2 (medutvecklare)

### Nintendo Gamecube
- Dragon Ball Z: Budokai
- Dragon Ball Z: Budokai 2

### Nintendo 3DS
- Super Street Fighter IV: 3D Edition (medutvecklare)
- Super Monkey Ball 3D
- Sonic Generations

### Neo Geo Pocket Color
- Sonic the Hedgehog Pocket Adventure
- SNK vs. Capcom: The Match of the Millennium

### Playstation
- Inuyasha: A Feudal Fairy Tale
- Naruto: Shinobi no Sato no Jintori Kassen
- Shaman King: Spirit of Shamans

### Playstation 2
- Dragon Ball Z: Budokai
- Dragon Ball Z: Budokai 2
- Dragon Ball Z: Budokai 3
- Dragon Ball Z: Infinite World
- Gunslinger Girl Volume I to III
- Saint Seiya: The Sanctuary
- Saint Seiya: The Hades
- Seven Samurai 20XX
- Shaman King: Funbari Spirits
- The Rumble Fish
- Sonic Unleashed
- Yū Yū Hakusho Forever
- The Battle of Yū Yū Hakusho: Shitō! Ankoku Bujutsu Kai

### Playstation 3
- Dragon Ball Z: Burst Limit
- Saint Seiya Senki
- Street Fighter IV (medutvecklare)
- Sonic the Hedgehog 4 (medutvecklare)
- Super Street Fighter IV (medutvecklare)
- Street Fighter X Tekken (medutvecklare)

### Playstation Vita
- Street Fighter X Tekken (medutvecklare)

### Playstation Portable
- Dragon Ball Z: Shin Budokai
- Dragon Ball Z: Shin Budokai - Another Road
- Dragonball Evolution

### Xbox
- Spikeout: Battle Street

### Xbox 360
- Mobile Ops: The One Year War
- Dragon Ball Z: Burst Limit
- Street Fighter IV (medutvecklare)
- Sonic the Hedgehog 4 (medutvecklare)
- Super Street Fighter IV (medutvecklare)
- Street Fighter X Tekken (medutvecklare)

### PC
- Universal Century - Gundam Online: Dawn Of Australia
- Street Fighter IV (medutvecklare)
- Super Street Fighter IV: Arcade Edition (medutvecklare)

### Wii
- Sonic Unleashed
- Sonic the Hedgehog 4 (medutvecklare)